# Косолапость
Косолапость — деформация стопы, при которой она отклоняется внутрь от продольной оси голени. 
Это врождённый дефект, который поражает трех из тысячи новорожденных, чаще встречается у мальчиков, чем у девочек, в 50 % случаев является двусторонним.
Попытки лечить косолапость предпринимались с давних времён, первые сочинения об исправлении этого дефекта принадлежат Гиппократу.
В наше время, при своевременном лечении, до того как ребёнку исполнится 4 месяца, косолапость можно устранить с помощью консервативных методов, в том числе при помощи метода Понсети.
Косолапость может развиваться также в результате паралича мышц и повреждения костей, связок стопы и голени.
Дефект с таким же названием диагностируют и у животных, в основном у лошадей.

## Классификация
Косолапость бывает эквиноварусной, когда стопа больного повернута вниз и внутрь, варусной, при которой пятка повернута внутрь, и вальгусной, при которой пятка развернута наружу.
По тяжести выделяют:
- лёгкую форму, при которой движения в голеностопном суставе свободные; исправляется без особого насилия;
- средней тяжести, (движения ограничены, при попытке исправления положения стопы ощущается пружинистая податливость с определённым ограничением);
- тяжёлые формы, как правило, исправить такие деформации невозможно из-за резких изменений в суставах стопы.

Также выделяют двустороннюю и одностороннюю косолапость. При односторонней косолапости, как правило, отмечается укорочение стопы по сравнению со здоровой и атрофия мышц голени, а иногда и укорочение конечности на 1—2 см.

## Диагностика
Основным методом диагностики является рентгенологическое исследование, при котором оценивают состояние костно-суставного аппарата голени и стопы. 
Необходимо измерить угловые показатели. Основные из них: 
- таранно-пяточный угол, его определяют на рентгенограммах в прямой и боковой проекциях. Снижение величины таранно-пяточного угла свидетельствует о наличии врождённой косолапости, её недостаточной коррекции или рецидиве.
- Таранно-первоплюсневый и пяточно-первоплюсневый углы определяют на рентгенограммах в прямой проекции. Уменьшение величины этих углов относительно нормальных и допустимых указывает на наличие приведения переднего отдела стопы и является косвенным признаком внутреннего подвывиха стопы в поперечном суставе предплюсны (Шопара).
- Таранно-большеберцовый и пяточно-большеберцовый углы определяют по рентгенограммам в боковой проекции при максимальном тыльном сгибании стопы. Их увеличение определяет степень выраженности или полноту коррекции эквинуса стопы. Разница между этими углами в позиции максимального подошвенного и тыльного сгибания стопы определяет степень выраженности контрактур в голеностопном и подтаранном суставах и позволяет объективно оценить сгибательно-разгибательную функцию стопы.

## Лечение
Лечение косолапости должно быть начато как можно раньше, обычно сразу после рождения ребёнка и установки точного диагноза истинной косолапости. Наиболее эффективным методом лечения является метод Понсети. Это обычно 4-7 этапных гипсований (гипс меняется каждую неделю), с последующей ахиллотомией( подкожное рассечение ахилла). После операции гипс необходимо наложить ещё на 21 день. Далее надеваются брейсы, их необходимо носить по схеме до 5 лет (по возможности)для предотвращения рецидива деформации. .

## Прогноз
Врождённая косолапость является наиболее часто рецидивирующим заболеванием опорно-двигательного аппарата. Для профилактики рецидивов деформации необходимо носить брейсы до 5 лет.